# 人口カバー率
人口カバー率（じんこうかばーりつ）とは、対象地域の定住人口を元にした地域的な指標の一つ。
「面積カバー率」と比較して、人口がいない地域をカバーしていることは評価されず、人口が多い地域がカバーされていることが大きな評価へとつながるため、人の生活範囲で利用できるかどうかをより現実的に表す指標として使われる。
特に電気通信事業者や民放地上波のサービス提供地域に関する指標の一つとして多用される。

## 算出方法

### 日本の携帯電話・PHSの場合
日本国内での携帯電話・PHSの場合、恒久的な算出方法は定義されておらず、総務省が新たな電波を割り当てる場合などはその都度定めた人口カバー率の算出方法を公表し、その算出方法に従って各社は計画を策定している。

#### 算出方法：市町村事務所方式
主に2013年以前に使われていた方式で、人口カバー率を「国内総人口に対する、市町村役場において携帯電話サービスの利用が可能である市町村の人口の総和の割合」と定義し、市町村庁舎および支所に電波が届けば、その市町村全域が「圏内」として市町村全人口をカバーしたとみなす。この算出方法は細部が変更されることもあり、総務省告示第五百十三号（特定基地局の開設に関する指針）では、従来の市町村役場だけでなく、支所および出張所も対象とし、1箇所でもサービスが利用できない場合は対象地域全域が利用不可とされる算出方法が用いられた。
この方式は、自動車電話や携帯電話がビジネス用途中心となっていた頃に考えられたため、住宅地よりも市役所周辺で使えることを重視して対象とされていた。

#### 算出方法：メッシュ方式
主に2013年以降に使用されている方式で、全国を約500m四方のメッシュに区切り、メッシュの50%以上で利用できるときは当該メッシュ内の人口を100%カバーしたとみなし、50%未満の場合は0%カバーとみなす。
メッシュには、「昭和48年7月12日行政管理庁告示第143号」で規定された「2分の1地域メッシュ」を用いる。このメッシュは高緯度になるほど小さくなる特徴があり、北海道庁付近では約509.1×462.9m、沖縄県庁付近では624.6×461.6mと特に東西方向の大きさに差がでる。
人口は、国勢調査の「常住人口（夜間人口）」を基にする。そのため、例え多くの人が行き交う場所でも駅や商業施設のように居住者がいない場所での利用可否は反映されない。また、人口の変動により実際の利用可能エリアに変更がなくてもカバー率が変わることがある。

#### 広告での利用
各社の広告で使用する人口カバー率の算出方法は、かつては各社が独自の方式で算出していた。ドコモは前述の市町村事務所方式で算出しているのに対し、KDDIやソフトバンクは前述のメッシュ方式に似たそれぞれ独自の算出方法を「実人口カバー率」と称して広告で利用していた。そのため消費者は、広告の数値を見て通信可能エリアの広さを比較することはできなかった。
2014年7月、「電気通信サービスの広告表示に関する自主基準及びガイドライン」として広告で使用する人口カバー率は前述のメッシュ方式に統一することがガイドラインとして定められた。

### 日本の傷病別移動時間の場合
地域を約1km四方のメッシュに区切り、メッシュの中心点からその傷病の治療が受けられる病院までの移動時間を算出する。「脳腫瘍の治療が15分以内に受けられる地域は68%、30分以内に受けられる地域は95%」というように表現され、目的医療機関の配置の仕方はもとより、その医療機関までの道路整備の資料として用いられる。